# Нові Плани (Кам'янське)
Нові Плани — історична місцевість у Заводському районі й тепер частина центру Кам'янського.

## Історія
Наприкінці XIX та на початку XX сторіч, через споруджений Дніпровський металургійний комбінат й стрімке розвиткові міста до власне козацького казенного села Кам'янського додалися елітарні Верхня й Нижня колонії з вуличним освітленням і водопроводом, та місцевість приватної забудови Нові Плани.
За Кладовищенською вулицею розташовувалися вітряки-млини, та українські хати незаможних містян Кам'янського, що підпорядковувалися Кам'янському сільському районові до їх приєднання до міста Кам'янське у 1929 році.

## Територія
Територія Нових Планів була обмежена:
- Гімназійною вулицею (сучасний Гімназичний проспект) з півночі, за якою містилася Верхня Колонія,
- Новобазарною вулицею (сучасний проспект Свободи) зі сходу,
- Кладовищенською вулицею (сучасний проспект Тараса Шевченка) на півдні, за якою розташовувалися пустирі й поля,
- залізничною колією з заходу, вздовж якої в середині 1920-х років прокладена Комунарна вулиця.

На півдні Нових планів, на Кладовищенській вулиці розмістилися 2 цвинтарі: один у дворі сучасного «будинку зі шпилем» на розі проспектів Шевченка й Свободи (сільський), та другий — у сучасному Міському парку культури і відпочинку (фабричний).

## Вулична сітка
За планом вулиць Нових планів нагадує старий центр Одеси з Дерибасовською вулицею.
Широтні вулиці Нових планів:
- Гімназійна вулиця (радянський проспект Пеліна, сучасний Гімназичний проспект),
- Васильєвська вулиця (радянська вулиця Арсіневича),
- Провідна вулиця (радянська Червоноармійська вулиця, сучасна вулиця Олексія Сокола),
- Олександрівська вулиця (радянська й сучасна Короленківська вулиця),
- Курська вулиця (радянська вулиця Васильєва),
- Івановська вулиця (радянська Перекопська вулиця),
- Єлісаветградська вулиця (радянська й сучасна Шевченківська вулиця),
- Павловська вулиця (радянська Дзержинська вулиця),
- Лісопильна вулиця,
- Кладовищенська вулиця (радянська вулиця Сировця, сучасний проспект Тараса Шевченка).

Їх перехрещують довготні вулиці:
- дорога вздовж залізничної гілки від станції Тритузна до растворо-бетонного вузла радянського треста «Дзержинськбуд» (залізнична колія розібрана на початку 1960-х років), що стала Комунарною вулицею у кінці 1920-х років,
- 1-ша Дачна (радянська й сучасна Спортивна вулиця),
- 2-га Дачна (радянська й сучасна Москворіцька вулиця),
- Прорізна вулиця (радянська й сучасна Пушкінська вулиця),
- Новобазарна вулиця (радянський проспект Леніна, сучасний проспект Свободи).

Усередині місцевості розмістився Міський парк культури і відпочинку. що займає місцевість між проспектом Тараса Шевченка, площею Петра Калнишевського й вулицями Московоріцькою, Олексія Сокола й Роберта Лісовського.

## Забудова
Місцевість переважно забудована одно- й двоповерховими приватними садибами.
Серед видатних будівель:
- будівля «Державного банку» на проспекті Свободи кінця 1930-х років,
- будинок Сокола на Пушкінській вулиці, — садиба видатного кам'янського архітектора й митця,
- кам'яна садиба на вулиці Васильєва, 8;
- будівля середньої школи "16 на проспекті Шевченка.

За роки незалежної України у місцевість переселялися заможні кам'янчани, що призвело до зміни архітектурного вигляду чисельних садиб, з появою розкішних зразків.